# Heinz Hofmann (Altphilologe)
Heinz Hofmann (* 5. Februar 1944 in Regensburg) ist ein deutscher Klassischer Philologe.

## Leben
Hofmann studierte 1963 bis 1966 Griechisch, Latein, Geschichte und Philosophie an der Universität Tübingen, 1966 bis 1968 in Hamburg, 1968 bis 1971 wieder in Tübingen, wo er seine Dissertation abschloss und 1972 zum Dr. phil. promoviert wurde.
1971 bis 1973 war er Lecturer am Department of Classics der University of South Africa in Pretoria, 1974 bis 1982 Wissenschaftlicher Assistent an der Fakultät für Linguistik und Literaturwissenschaft der Universität Bielefeld. 1979 habilitierte er sich für Klassische Philologie und Literaturwissenschaft. 1982 bis 1993 war er ordentlicher Professor für Lateinische Sprach- und Literaturwissenschaft an der Reichsuniversität Groningen. Von 1993 bis zu seiner Emeritierung im August 2009 war er Ordinarius für Lateinische Philologie an der Universität Tübingen.

## Mitgliedschaften
Hofmann ist Mitglied im Comitato Scientifico dell’Istituto Internazionale di Studi Piceni (Sassoferrato). 1996 bis 1999 war er Mitglied des Graduiertenkollegs „Pragmatisierung und Entpragmatisierung von Literatur“, 2001 bis 2005 des Kollegs „Ars und Scientia in Mittelalter und früher Neuzeit“.

## Schriften (Auswahl)
- Mythos und Komödie.  Untersuchungen zu den „Vögeln“ des Aristophanes (= Spudasmata, Bd. 33). Olms, Hildesheim 1976, ISBN 3-487-05888-X (Dissertation Universität Tübingen).
- (Hrsg.): Latin studies in Groningen 1877–1977. Forsten, Groningen 1990, ISBN 90-6980-039-X.
- Fragmenta dramatica Beiträge zur Interpretation der griechischen Tragikerfragmente und ihrer Wirkungsgeschichte. Vandenhoeck & Ruprecht, Göttingen 1991, ISBN 3-525-25748-1.
- (Hrsg.): Latin fiction. The Latin novel in context. Routledge, London 1999, ISBN 0-415-14721-2.
- (Hrsg.): Antike Mythen in der europäischen Tradition. Attempto-Verlag Tübingen 1999, ISBN 3-89308-298-0.
- (Hrsg.): Troia. Von Homer bis heute. Attempto-Verlag, Tübingen 2004, ISBN 3-89308-363-4.